# Анастасиевка (Краснодарский край)
Анастаси́евка — село в Туапсинском районе Краснодарского края. Входит в состав муниципального образования «Георгиевское сельское поселение».

## География
Селение расположено в юго-восточной части Туапсинского района, на левом берегу реки Пшенахо (Псынахо). Находится в 3 км к востоку от административного центра — Георгиевское, в 25 км к северо-востоку от районного центра Туапсе и в 107 км к югу от города Краснодар.
Граничит с землями населённых пунктов: Кривенковское на севере и Георгиевское на западе.
Населённый пункт расположен на южном склоне Главного Кавказского хребта и со всех сторон окружён горными грядами со смешанным сосновым и лиственным лесом. Селение расположено в низменности в долине реки Пшенахо. Средние высоты на территории села составляют 108 метра над уровнем моря. Наивысшей точкой является гора «Два Брата» (921 м), расположенное к востоку от села.
Гидрографическая сеть представлена в основном рекой Пшенахо и родниковыми водами. В бассейне реки Пшенахо расположены древние дольмены.
Климат в селе субтропический. Среднегодовая температура воздуха составляет около +12,5°С, со средними температурами июля около +22,5°С, и средними температурами января около +4°С. Среднегодовое количество осадков составляет около 1100 мм в год. Основная часть осадков выпадает в зимний период. Важную роль также играют холодные воздушные массы дующие из северного склона Главного Кавказского хребта через перевалы.

## История
В 1866 году чехи-колонисты из Австро-Венгрии прибыли на Кавказ и поселились в долине реки Псынахо, образовав хутора Кодрле, Мартынцев, Одегнала, Седлачкин, Шинкорин. В 1872 году А. В. Верещагин отмечает официальное название поселений как «Чешские Георгиевские хутора», с населением в 113 душ обоего пола. В 1887 году по статистическим отчётам официально числятся поселения под общим названием — «Георгиевские хутора».
В 1902 году хутора были объединены в один населённый пункт, которому был присвоен статус села. В том же году село получило новое имя в честь великой княжны Анастасии Николаевны — Анастасиевка. В 1905 году село Анастасиевка входило в состав Георгиевского сельского общества Туапсинского округа Черноморской губернии. В 1909 году в селе проживало 172 человека.
26 апреля 1923 года село Анастасиевка включено в состав Вельяминовской волости Туапсинского района Черноморского округа Кубано-Черноморской области. 21 мая 1935 года в связи с ликвидацией Туапсинского района село было передано в ведение горсовета Туапсе. 16 апреля 1940 года Анастасиевка возвращена в состав восстановленного Туапсинского района.
У адыгов носит название адыг. Псынакъо.

## Население
| 1999 | 2002 | 2010 |
| ---- | ---- | ---- |
| 236  | ↗281 | ↗316 |

Национальный состав
По данным Всероссийской переписи населения 2010 года:
| Народ    | Численность, чел. | Доля от всего населения, % |
| -------- | ----------------- | -------------------------- |
| русские  | 210               | 66,5 %                     |
| чехи     | 25                | 7,9 %                      |
| армяне   | 19                | 6,0 %                      |
| украинцы | 16                | 5,1 %                      |
| адыги    | 5                 | 1,6 %                      |
| другие   | 41                | 12,9 %                     |
| всего    | 316               | 100 %                      |

## Инфраструктура
Основные объекты социальной инфраструктуры расположены в соседнем селе — Георгиевское.

## Экономика
В экономике села основную роль играют садоводство и туризм. В садоводстве важную роль играют яблоневые сады расположенные к востоку от села. В сфере туризма наибольшее развитие получило пешие туристические походы к из южного склона Главного Кавказского хребта на северный и покорение таких вершин как — Два Брата и Семашхо. В долине реки Пшенахо расположены — База Отдыха, Анастасиевская Поляна, а также сохранившиеся с древних времён мегалитические сооружения — дольмены.

## Улицы
| Бамовская |
| Грушёвая  |
| Лесная    |

| Первомайская |
| Октябрьская  |

| Садовая     |
| Центральная |